# Gare de Royan
Gare de Royan vasútállomás Franciaországban, Royan településen.

## Vasútvonalak
Az állomást az alábbi vasútvonalak érintik:
- Saintes-Royan-vasútvonal

## Kapcsolódó állomások
A vasútállomáshoz az alábbi állomások vannak a legközelebb:
- Gare de Saujon